# Werner III von Battenberg
Werner von Battenberg, także Wernherus de Battenberg, Batenburg (urodz. ?, zm. 11 września 1277) – komtur marburski w 1252 oraz w 1260 roku, komtur bałgijski w roku 1257, marszałek prowincji pruskiej w roku 1262, mistrz krajowy w Niemczech w latach 1267–1271, komtur krajowy Alzacji i Burgundii w latach 1271–1272

## Życiorys
Werner wywodził się z hrabiowskiej rodziny, której rodowym siedliskiem był zamek w Battenberg, w Hesji na północ od Marburga. Jego rodzicami byli Widukind I von Battenberg-Wittgenstein oraz Ida, córka Zygfryda III von Runkel.
Werner von Battenberg swoją bogatą karierę w zakonie krzyżackim rozpoczął w Marburgu w roku 1250. Na czele marburskiego konwentu stawał dwukrotnie. Pierwszy raz w roku 1252, ponownie w roku 1260. W międzyczasie przybył do Prus, gdzie należał do orszaku wicemistrza krajowego Henryka Stange. W roku 1257 objął stanowisko komtura Bałgi, by w trzy lata później powrócić do Marburga. Werner von Battenberg do Prus przybył jeszcze raz w roku1262 i na krótko piastował stanowisko marszałka prowincji pruskiej. W latach następnych przebywał już tylko na terenie Niemiec i Francji, gdzie kolejno był mistrzem krajowym Niemiec oraz komturem krajowym Alzacji i Burgundii.